# Królowa łez (południowokoreański serial telewizyjny)
Królowa łez (kor. 눈물의 여왕) – południowokoreański serial telewizyjny napisany przez Park Ji-eun, współreżyserowany przez Janga Young-woo i Kima Hee-wona, oraz w rolach głównych występują Kim Soo-hyun i Kim Ji-won. Serial przedstawia historię małżeństwa przeżywającego kryzys. Premiera odbyła się na kanale TVN 9 marca 2024 roku, a emitowany jest w soboty i niedziele o 21:20 (czasu koreańskiego). Jest również dostępny do streamowania na platformie TVING w Korei Południowej oraz na Netflixie w wybranych regionach, w tym w Polsce.
Królowa łez osiągnęło ogólnokrajową oglądalność na poziomie 24,850% dla swojego ostatniego odcinka i stało się najwyżej ocenianym serialem najwyżej ocenianym serialem tvN, przewyższając Crash Landing on You. Stało się również trzecim najwyżej ocenianym serialem w historii koreańskiej telewizji kablowej pod względem oglądalności i drugim pod względem liczby widzów.

## Fabuła
Serial przedstawia zawrotny kryzys i cudowne ożywienie miłości między Hong Hae-in, dziedziczką chaebolu trzeciego pokolenia z Queens Group, a Baek Hyun-woo, synem farmerów z Yongdu-ri, oraz ich trzy lata małżeństwa,

## Obsada

### Główna
- Kim Soo-hyun jako Baek Hyun-woo: mąż Hae-in i dyrektor prawny Queens Group[3]
  - Moon Seong-hyun jako nastolatek Baek Hyun-woo[4]
  - Choi Yi-an jako dziecko Baek Hyun-woo
- Kim Ji-won jako Hong Hae-in: żona Baek Hyun-woo i dyrektorka generalna Queens Department Store[3]
  - Hwang Ji-ah jako nastolatka Hong Hae-in[4]
  - Min Seo-hyung jako dziecko Hong Hae-in
- Park Sung-hoon jako Yoon Eun-sung / David Yoon: znajomy Hae-ina z uniwersytetu. Jest byłym analitykiem z Wall Street i ekspertem ds. fuzji i przejęć[3]
  - Lee Joo-won jako dziecko Yoon Eun-sung
- Kwak Dong-yeon jako Hong Soo-cheol: młodszy brat Hae-ina i dyrektor generalny Queens Mart[3]
  - Kim Joon-eui jako dziecko Hong Soo-cheol
- Lee Joo-bin jako Cheon Da-hye: żona Soo-cheol[3]
  - Choi Na-rin jako dziecko Cheon Da-hye

### W pozostałych rolach

#### Rodzina Hae-in
- Kim Kap-soo jako Hong Man-dae: dziadek Hae-in i prezes Queens Group[5]
- Lee Mi-sook jako Moh Seul-hee: partnerka życiowa Man-dae[5]
- Jung Jin-young jako Hong Beom-jun: ojciec Hong Hae-in i wiceprezes Queens Group[5]
- Na Young-hee jako Kim Seon-hwa: matka Hae-in[5]
- Kim Jung-nan jako Hong Beom-ja: ciotka Hong Hae-ina[5]
- Goo Shi-woo jako Hong Geon-u: syn Soo-cheol i Da-hye[6]
- Park Yoon-hee jako Hong Beom-seok: wujek Hae-in i były dyrektor generalny Queens Distribution[7]
- Ko Dong-ha jako Hong Su-wan: zmarły starszy brat Hae-in

#### Rodzina Hyun-woo
- Jeon Bae-soo jako Baek Du-gwan: ojciec Hyun-woo i głowa Yongdu-ri[8]
- Hwang Young-hee jako Jeon Bong-ae: matka Hyun-woo[8]
- Kim Do-hyun jako Baek Hyun-tae: starszy brat Hyun-woo[8]
- Jang Yoon-ju jako Baek Mi-seon: starsza siostra Hyun-woo[8]
- Kim Dong-ha jako Baek Ho-yeol: syn Hyun-tae[9]

### Występy specjalne
- Oh Jung-se jako Lee Min-woo: psychiatra Hyun-woo[10]
- Im Chul-soo jako prywatny detektyw śledzący Hyun-woo
- Ko Kyu-pil jako prywatny detektyw śledzący Hyun-woo
- Seo Ye-hwa jako Kim Ye-na: dyrektor generalny Royal Department Store
- Sebastian Roché jako Liam Braun: niemiecki lekarz[11]
- Dieter Hallervorden jako strażnik w parku Sanssouci[12]
- Song Joong-ki jako Vincenzo Cassano: prawnik[13]
- Kim Shin-rok jako Hyeon-suk: żona Hyun-tae[14]

## Produkcja

### Rozwój
Scenarzystka Park Ji-eun rozpoczęła przygotowania do swojego nowego projektu zatytułowanego Queen of Tears około dwóch lat po zakończeniu pracy nad serialem Crash Landing on You (2019–2020), w którym wystąpili Hyun Bin i Son Ye-jin. Lee Eung-bok, który wyreżyserował takie hity jak Guardian: The Lonely and Great God (2016–2017), Descendants of the Sun (2016), Mr. Sunshine (2018) i Sweet Home, rzekomo był wtedy w rozmowach w sprawie dołączenia do zespołu.
Studio Dragon potwierdziło, że produkcja Queen of Tears rozpocznie się w pierwszej połowie 2023 roku, a premiera serialu planowana jest na drugą połowę 2023 roku. Współreżyserią zajmują się Jang Young-woo, który pracował przy Crash Landing on You (2019–2020) i Bulgasal: Immortal Souls (2021–2022), oraz Kim Hee-won, który pracował nad Vincenzo (2021) i Little Women (2022). Oprócz Studio Dragon, serial jest także współprodukowany przez Culture Depot i Showrunners.
Pierwsze czytanie scenariusza odbyło się 30 marca 2023 roku w pobliżu Sangam-dong w dystrykcie Mapo w Seulu.
Całkowity budżet serialu wynosił 56 miliardów wonów (48,95 miliona dolarów), co przekłada się na koszt w wysokości 3,5 miliarda wonów (3,06 miliona dolarów) za odcinek. Początkowo szacowano, że przekroczy on 40 miliardów wonów (34,97 miliona dolarów).

### Casting
W kwietniu 2022 roku Park Ji-eun zaproponowała Lee Ji-eun główną rolę kobiecą w swoim nowym projekcie, ale oferta została odrzucona. Następnego dnia Kim Soo-hyun otrzymał propozycję głównej roli męskiej.
Występy Kim Soo-hyuna i Kim Ji-won zostały oficjalnie potwierdzone w grudniu 2022 roku. To trzecia współpraca Parka i Kim Soo-hyuna, po My Love from the Star (2013–2014) i The Producers (2015).

### Filmowanie
Główne zdjęcia zdjęcia rozpoczęły się od kwietnia do grudnia 2023 roku, a akcja serialu rozgrywała się w Seulu, Daegu i Siheung w Korei Południowej oraz w Berlinie, Frankfurcie i Poczdamie w Niemczech.

## Oglądalność
Źródło: Pomiar oglądalności przeprowadzony w całym kraju przez Nielsen Korea.
| Sezon | Numer odcinka | Numer odcinka | Numer odcinka | Numer odcinka | Numer odcinka | Numer odcinka | Numer odcinka | Numer odcinka | Numer odcinka | Numer odcinka | Numer odcinka | Numer odcinka | Numer odcinka | Numer odcinka | Numer odcinka | Numer odcinka | Średnia |
| Sezon | 1             | 2             | 3             | 4             | 5             | 6             | 7             | 8             | 9             | 10            | 11            | 12            | 13            | 14            | 15            | 16            | Średnia |
| ----- | ------------- | ------------- | ------------- | ------------- | ------------- | ------------- | ------------- | ------------- | ------------- | ------------- | ------------- | ------------- | ------------- | ------------- | ------------- | ------------- | ------- |
| 1     | 1.519         | 2.064         | 2.384         | 3.126         | 2.826         | 3.561         | 3.276         | 4.044         | 4.130         | 4.741         | 4.510         | 5.227         | 5.217         | 5.466         | 5.189         | 6.399         | 3.980   |

| No. | Pierwotna data emisji | Średni udział w widowni (Nielsen Korea) | Średni udział w widowni (Nielsen Korea) |
| No. | Pierwotna data emisji | Nationwide                              | Seul                                    |
| --- | --------------------- | --------------------------------------- | --------------------------------------- |
| 1 | 9 marca 2024          | 5.853%                                  | 6.495%                                  |
| 2 | 10 marca 2024         | 8.660%                                  | 9.822%                                  |
| 3 | 16 marca 2024         | 9.594%                                  | 11.125%                                 |
| 4 | 17 marca 2024         | 12.985%                                 | 13.857%                                 |
| 5 | 23 marca 2024         | 10.964%                                 | 12.197%                                 |
| 6 | 24 marca 2024         | 14.068%                                 | 15.225%                                 |
| 7 | 30 marca 2024         | 12.833%                                 | 14.048%                                 |
| 8 | 31 marca 2024         | 16.143%                                 | 17.886%                                 |
| 9 | 6 kwietnia 2024       | 15.570%                                 | 17.236%                                 |
| 10 | 7 kwietnia 2024       | 18.952%                                 | 20.926%                                 |
| 11 | 13 kwietnia 2024      | 16.767%                                 | 18.509%                                 |
| 12 | 14 kwietnia 2024      | 20.732%                                 | 23.242%                                 |
| 13 | 20 kwietnia 2024      | 20.179%                                 | 22.257%                                 |
| 14 | 21 kwietnia 2024      | 21.625%                                 | 23.925%                                 |
| 15 | 27 kwietnia 2024      | 21.056%                                 | 23.920%                                 |
| 16 | 28 kwietnia 2024      | 24.850%                                 | 28.381%                                 |
| Średnia | Średnia               | 15.671%                                 | 17.441%                                 |
| Specjalne | 4 maja 2024           | 5.027%                                  | 5.586%                                  |
| Specjalne | 5 maja 2024           | 3.896%                                  | 4.070%                                  |
| - W tabeli powyżej, niebieski liczby przedstawiają najniższe oceny, a czerwone liczby przedstawiają najwyższe oceny. - Ten serial był emitowany na kanale kablowym/płatnej telewizji, który zazwyczaj ma relatywnie mniejszą widownię w porównaniu do telewizji naziemnej/publicznych nadawców (KBS, SBS, MBC i EBS). |                       |                                         |                                         |